# Liste der Baudenkmale in Groß Oesingen
In der Liste der Baudenkmale in Groß Oesingen sind alle Baudenkmale der niedersächsischen Gemeinde Groß Oesingen aufgelistet. Die Quelle der Baudenkmale ist der Denkmalatlas Niedersachsen. Der Stand der Liste ist der 14. Januar 2023.

## Allgemein
In den Spalten befinden sich folgende Informationen:
- Lage: die Adresse des Baudenkmales und die geographischen Koordinaten. Kartenansicht, um Koordinaten zu setzen. In der Kartenansicht sind Baudenkmale ohne Koordinaten mit einem roten Marker dargestellt und können in der Karte gesetzt werden. Baudenkmale ohne Bild sind mit einem blauen Marker gekennzeichnet, Baudenkmale mit Bild mit einem grünen Marker.
- Bezeichnung: Bezeichnung des Baudenkmales
- Beschreibung: die Beschreibung des Baudenkmales. Unter § 3 Abs. 2 NDSchG werden Einzeldenkmale und unter § 3 Abs. 3 NDSchG Gruppen baulicher Anlagen und deren Bestandteile ausgewiesen.
- ID: die Objekt-ID des Baudenkmales
- Bild: ein Bild des Baudenkmales, ggf. zusätzlich mit einem Link zu weiteren Fotos des Baudenkmals im Medienarchiv Wikimedia Commons. Wenn man auf das Kamerasymbol klickt, können Fotos zu Baudenkmalen aus dieser Liste hochgeladen werden:

## Groß Oesingen

### Gruppe: Gutshof Groß Oesingen
Die Gruppe hat die ID 33919768. Ursprünglich geschlossene Anlage mit Herrenhaus/Poststation, Speicher, Scheune, Obstgarten, Garten und Einfriedungsmauer. Gutshof ist ortszentral an B4 gelegen.

| Lage                                         | Bezeichnung | Beschreibung | ID       | Bild |
| -------------------------------------------- | ----------- | --- | -------- | ---- |
| Hauptstraße 6 52° 38′ 48″ N, 10° 27′ 49″ O   | Herrenhaus  | Zweigeschossiger, im Park freistehender giebelständiger Fachwerkbau von „1752“ unter Satteldach in Ziegelpfannendeckung mit Aufschiebling. Symmetrisches Fachwerkgefüge mit zweifeldigen Streben und Ziegelausfachung, Gebälkzone durch Holzbohlen verkleidet, im Schwellriegel mit Inschrift. Südlich eingeschossiger Anbau vom Anfang 19. Jh. unter halb abgewalmten Satteldach in Ziegelpfannendeckung. Fachwerkgefüge mit gekuppelten Ständern und Ziegelausfachung. | 33925458 | BW   |
| Hauptstraße 6 52° 38′ 49″ N, 10° 27′ 49″ O   | Speicher    | Zweigeschossiger Fachwerkbau unter steilem Satteldach in Ziegelpfannendeckung. Fachwerkgefüge mit vorkragenden Geschossen mit sichtbaren Balkenköpfen auf profilierten Knaggen und gerundeten Füllhölzern, im EG verputzte Ausfachung, in den OGs in Ziegelziersetzung. Fußstrebenpaare in den Brüstungsbereichen, Kreuzstockfenster mit Gittersprossen. Massive Holztür, Türsturz im leichten Eselsrücken profiliert.                                                   | 33925487 | BW   |
| Hauptstraße 6 52° 38′ 50″ N, 10° 27′ 47″ O   | Obstgarten  | | 33925805 | BW   |
| Hauptstraße 6 52° 38′ 49″ N, 10° 27′ 44″ O   | Park        | Gartenbereich: Wiesen-/Gartenfläche mit sparsamer Bepflanzung. Teil der ehemaligen Post- und Ausspannstation. | 33925779 | BW   |
| Am Fuhrenkamp 4 52° 38′ 48″ N, 10° 27′ 42″ O | Scheune     | Stattlicher Fachwerkbau unter Satteldach in Ziegelpfannendeckung, mehrmals zwischen Lüftungsgittern abgeschleppt. Symmetrisches Fachwerkgefüge mit teils Putz- und teils Ziegelsichtausfachung. Östliche Giebelseite mit Ladeerker. | 33925383 | BW   |

### Gruppe: Kirchhof
Die Gruppe hat die ID 51038244. Ortsbildprägende Gruppe der Friedenskirche und ehemaligen Kirchhof mit zugehöriger Einfriedung und alten Baumbestand.

| Lage                                    | Bezeichnung    | Beschreibung | ID       | Bild |
| --------------------------------------- | -------------- | --- | -------- | ---- |
| Kirchweg 2 52° 38′ 48″ N, 10° 27′ 56″ O | Friedenskirche | Saalbau mit Querschiff und Westturm und polygonal eingezogenem Chor auf Werksteinsockel. Langschiff und Querhaus unter steilem Satteldach in Ziegelpfannendeckung, Strebepfeiler, überstabte Maßwerksfenster gliedern die Fassade, Ziegelziersetzungen unter der Traufe. Westturm mit in Blendmaßwerk gefassten Turmuhr und hohen Strebepfeilern, Glockengeschoss mit spitzbogigen Schallarkaden, vom kupfergedeckten Knickhelm abgeschlossen. Altar und Kanzel stammen vom Vorgängerbau. | 33925538 |      |
| Kirchweg 2 52° 38′ 47″ N, 10° 27′ 55″ O | Einfriedung    | Partielle Einfriedung des Kirchhofes durch Feldsteinmauerwerk. | 51038329 | BW   |

### Einzelbaudenkmale
| Lage                                         | Bezeichnung     | Beschreibung | ID       | Bild |
| -------------------------------------------- | --------------- | --- | -------- | ---- |
| Am Bahnhof 1 52° 41′ 10″ N, 10° 28′ 20″ O    | Empfangsgebäude | Zweigeschossiger verputzter Massivbau unter Viertelwalmdach in Wellplattendeckung. Ziegelziersetzungen mit Kantenlisenen, Segmentbogenstürzen sowie Gurt- und Traufgesimsen. Nördlicher Mittelrisalit mit großen Schriftzug der Ortschaft sowie Zierfachwerk im Zwerchhaus. | 33925733 |      |
| Dorfstraße 18 52° 38′ 49″ N, 10° 28′ 0″ O    | Pfarrhaus       | Zweigeschossiger Fachwerkbau auf Werksteinsockel unter Walmdach in Ziegelpfannendeckung. Westseite mit Holzschalung in Quaderschnitt, Gebälk durch Blendhölzer verbrettert. Symmetrisches Zweckfachwerk mit Ziegelausfachung. | 33925434 | BW   |
| Hauptstraße 16 52° 38′ 54″ N, 10° 27′ 47″ O  | Wohnhaus        | Eingeschossiges, queraufgeschlossenes Wohnhaus unter halb abgewalmten Satteldach in Ziegelpfannendeckung. Symmetrisches Fachwerkgefüge mit leicht gebogenen Streben und Ziegelausfachung, die freistehende Giebelseite ist holzverschalt. Eingang in Putzeinfassung hinter Freitreppe und kassettierter Holztür mit Oberlicht.                                                                                               | 33925515 | BW   |
| Hainbuchenfeld 52° 38′ 1″ N, 10° 27′ 53″ O   | Außenschafstall | Halbwalmdach in Reetdeckung auf Feldsteinsockel mit verbretterten Giebelfeldern. Erbaut im 18. Jh. | 33925685 | BW   |
| Hainbuchenfeld 52° 38′ 0″ N, 10° 27′ 53″ O   | Außenschafstall | Auf Feldstein- und zum Teil Ziegelsockel aufgelagertes Satteldach in Reetdeckung, Giebelfelder verbrettert. Erbaut im 19. Jh. | 50147204 | BW   |
| Kirchweg 3 52° 38′ 51″ N, 10° 27′ 53″ O      | Speicher        | | 33925565 | BW   |
| Klein Oesingen 2 52° 39′ 27″ N, 10° 29′ 0″ O | Wohnhaus        | Stattlicher, zweigeschossiger Bau mit verputztem massiven Erdgeschoss und Fachwerk-OG unter Walmdach in Krempziegeldeckung und mit Niedersachsengiebeln. Eingangssituation durch Vordach sowie zweigeschossigen Zwerchhaus in Zierfachwerk hervorgehoben, OGs über profilierten Schwellbalken und Balkenenden leicht vorkragend. Die Fachwerkfiguren reichen von K-Streben über Fußstrebenpaare hin zu durchkreuzten Rauten. | 33925588 | BW   |
| Mahrenholz 52° 39′ 53″ N, 10° 28′ 25″ O      | Brücke WL Wiehe | Stahlbeton-Zweigelenkrahmen mit Stahlbetonbrüstungsköpfen und flacher Mittelbrüstung mit Geländer. Lichte Weite= 15,0 m. Erbaut 1932. | 33925710 | BW   |
| Mühlenweg 46 52° 38′ 7″ N, 10° 26′ 54″ O     | Wassermühle     | Zweigeschossiger, giebelständiger Ziegelbau unter Satteldach. Fassadenöffnungen unter Segmentstürzen, Gurt und Traufgesims in Ziegelziersetzungen. An nördlichen Giebelseite Ladeluken und Kranbalken, auf Ostseite Eingänge zum Wohn- und Mühlenteil. Mühlenausstattung nicht mehr vorhanden. | 33925661 | BW   |
| Mühlenweg 52° 37′ 59″ N, 10° 27′ 28″ O       | Schafstall      | Auf Feldsteinsockel aufgelegtes Satteldach mit Wellasbestzementdeckung. | 33925638 | BW   |